# Dies Irae (Band)
Dies Irae ist eine polnische Death-Metal-Band aus Olsztyn, die im Jahr 1992 gegründet wurde. Viele Bandmitglieder waren oder sind Mitglieder verschiedener Bands wie Nyia, Vader, UnSun, Prophecy, Third Degree, Christ Agony, Devilyn oder Sceptic.

## Geschichte
Die Band wurde im Jahr 1992 von Jaroslaw „China“ Łabieniec (E-Gitarre), Maurycy „Mauser“ Stefanowicz (E-Gitarre), Piotr „Czarny“ Bartczak (E-Bass) und Maciej „Gilan“ Liszewski (Schlagzeug) gegründet. 1994 nahm die Band ihr erstes Demo namens Fear of God auf. Das Demo sollte zwei Jahre später erneut über Serenades Records veröffentlicht werden. Darauf zu hören waren typische Stücke aus dem Death-Metal, sowie verschiedene Gitarrenvariationen als Einleitung. 1997 trat Stefanowicz der Band Vader bei und Dies Irae löste sich kurzzeitig auf. Vier Jahre später unterschrieb Stefanowicz einen Vertrag bei Massive Management, bei dem bereits andere Bands wie Vader, Sceptic und Decapitated unter Vertrag standen. Stefanowicz, wieder von Vader getrennt, suchte erneut Mitglieder für seine Band. Mit Hilfe von Krzysztof „Doc“ Raczkowski, Marcin „Novy“ Nowak und Jacek Hiro bereitete er das erste Album vor.
Am 5. Juni 2000 betraten Dies Irae das Selani Studio und nahmen ihr Debütalbum namens Immolated auf. Das Album wurde von Szymon Czech produziert. Das Cover und die Verpackung wurden von Jacek Wisniewski gestaltet, dieser hatte schon die Cover für die Alben Kingdom, Black to the Blind und Live In Japan von Vader gestaltet. Immolated wurde im Studio 333 von Bartłomiej Kuźniak gemastert, der auch bereits für Vader gearbeitet hatte. Alle Text wurden von Łukasz Szurmiński geschrieben.
Eine Promo-CD von Immolated wurde an verschiedene Labels in Europa und die USA geschickt. Dies Irae erreichten dadurch einen Vertrag bei Metal Blade Records. Das Label vertrat die Band weltweit, außer in Polen und Japan. In Polen wurden sie von Metal Mind Productions verwaltet, in Japan von AvalonRecords/Marquee Inc. Beide Labels managen auch Vader. Das Debütalbum wurde im November 2000 veröffentlicht und zum Lied Lion of Knowledge wurde zusätzlich ein Musikvideo aufgenommen. Dies Irae bereiteten sich im Januar 2001 auf eine Europatour mit Nile vor.
Im April und Mai 2002 betrat die Band das Hertz Recording Studio, um das zweite Studioalbum The Sin War aufzunehmen. Das Veröffentlichungsdatum wurde aufgrund technischer Probleme im Masteringprozess in den September verlegt. Die folgende Herbsttour der Band musste verlegt werden, da die Mitglieder zu diesem Zeitpunkt teilweise auch bei Vader spielten und Konzerte mit dieser Band ebenfalls anstanden.
Im Juli 2003 traten Dies Irae zum ersten Mal auf der Bühne auf. Während der Empire Invasion Tour 2004 spielte die Band zusammen mit anderen Bands wie Hate, Lost Soul und Esqarial. Der Vertrag mit Metal Blade wurde aufgelöst, nachdem die Band einen neuen Vertrag bei Metal Mind Productions unterschrieben hatte. Das dritte und bisher letzte Album Sculpture of Stone wurde erneut im Hertz Studio aufgenommen. Das Album wurde in Polen am 19. Mai 2004 veröffentlicht. Es folgten Auftritte mit Trauma, Sceptic und Shadows Land. Witold „Vitek“ Kiełtyka von Decapitated ersetzte Raczkowski aufgrund einer Handverletzung. Das Album wurde im Herbst 2004 in Japan, im restlichen Europa und den USA veröffentlicht. Anfang 2005 hielt die Band ein Konzert, um Aufnahmen für eine anstehende DVD zu filmen. Im Februar spielte die Band einige Konzerte zusammen mit Decapitated, Hate und Crionics während der The Ultimate Domination Tour 2005.
Die Band veröffentlichte 2008 eine DVD/CD namens The Art of an Endless Creation, die Live-Aufnahmen, das erfolgreichste Album Sculpture of Stone und Bootleg-Aufnahmen enthielt. Die Veröffentlichung war teilweise eine Widmung an den Schlagzeuger Doc, der 2005 plötzlich verstarb.
Alle Mitglieder spielen momentan in anderen Bands. Novy ist ein Mitglied der Band Virgin Snatch, Mauser spielt bei UnSun und Hiro tritt bei Sceptic auf.

## Stil
Die Band spielt typischen Death Metal. Die Werke besitzen langsame, Groove- und schnelle Passagen, die im gegenseitigen Wechsel zueinander stehen. Die Gesangstechnik ist stets guttural gehalten.

## Diskografie
| Veröffentlichungsdatum | Titel                                   | Label                  |
| 1994                   | Fear of God (Demo)                      | Eigenveröffentlichung  |
| 20. November 2000      | Immolated                               | Metal Blade Records    |
| September, 2002        | The Sin War                             | Metal Blade Records    |
| 19. Mai 2004           | Sculpture of Stone                      | Metal Mind Productions |
| 2008                   | The Art of an Endless Creation (DVD/CD) | Metal Mind Productions |